# Nikolaus Lutterotti

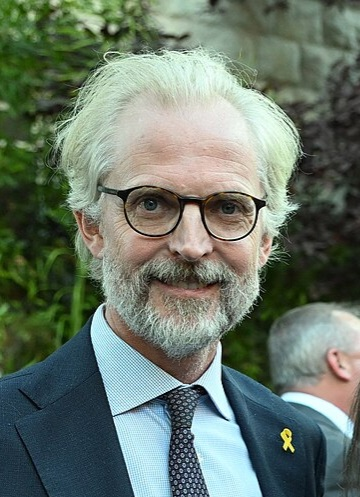
Nikolaus Lutterotti, 2024

Nikolaus Lutterotti (* 22. September 1972) ist ein österreichischer Diplomat.

## Leben
Lutterotti entstammt einer Südtiroler Adelsfamilie. Nach dem Studium der Rechtswissenschaften in Wien und Innsbruck absolvierte er eine postgraduale Ausbildung an der Johns Hopkins University in Bologna in internationalen Wirtschaftswissenschaften und internationaler Beziehungen. 1999 trat er in den Dienst des österreichischen Bundesministeriums für Äußeres ein. Er wurde zunächst in Völkerrechtsbüro und der Menschenrechtsabteilung eingesetzt. 2001 arbeitete er an der österreichischen Botschaft in Peking. 2001 bis 2003 arbeitete er in der für Südtirol und Südeuropa zuständigen politischen Abteilung des Außenministeriums. 2003 wurde Lutterotti als Botschaftssekretär an die Ständige Vertretung Österreichs bei den Vereinten Nationen versetzt. 2007 bis 2008 war er stellvertretender Kabinettschef des Präsidenten der Generalversammlung der Vereinten Nationen. Von 2009 bis 2010 war Lutterotti politischer Koordinator der österreichischen Mitgliedschaft im Sicherheitsrat der Vereinten Nationen. 2011 kehrte Nikolaus Lutterotti nach Österreich zurück und übernahm die stellvertretende Leitung der Presse- und Informationsabteilung im Bundesministerium für europäische und internationale Angelegenheiten. 2013 war Nikolaus Lutterotti außenpolitischer Berater des österreichischen Vizekanzlers und Bundesministers für europäische und internationale Angelegenheiten und anschließend bis 2016 des österreichischen Bundesministers für Europa, Integration und Äußeres. 2016 bis 2017 war er Kabinettschef und außenpolitischer Berater des österreichischen Bundesministers für Europa, Integration und Äußeres. 2017 und 2018 war er außenpolitischer Berater des österreichischen Bundeskanzlers. Ab März 2018 war Lutterotti für zwei Jahre österreichischer Botschafter in der Republik Serbien und seit März 2022 ist er in Tel Aviv der österreichische Botschafter in Israel.

## Familie
Lutterotti ist verheiratet und Vater einer Tochter.